# Antonia Malatesta av Cesena
Antonia Malatesta av Cesena eller av Rimini, född sent 1300-tal, död tidigt 1400-tal, var en hertiginna av Milano genom giftermål med hertig Giovanni Maria Visconti.  Under några månader 1412 var Antonia Malatesta Milanos regent.

## Biografi
Antonia Malatesta var dotter till Andrea Malatesta.
Äktenskapet arrangerades som en allians mellan parternas familjer, och vigseln ägde rum 1408. Paret fick inga barn. Efter attentatet på hennes make tillät hans efterträdare, Filippo Maria Visconti, henne att dela statens styrelse i några månader. Hon återvände sedan hem till Cesena, men behöll titeln som hertiginna av Milano.